# Одоевский, Василий Фёдорович
Васи́лий Фёдорович Одо́евский (ум. 20 декабря 1686) — князь, стольник, кравчий, дворецкий и боярин из рода Одоевских, младший сын боярина Фёдора Никитича Одоевского, внук ближнего боярина Никиты Ивановича Одоевского и правнук патриарха Филарета.

## Биография
Впервые упоминается в 1675 году в чине стольника в свите царя Алексея Михайловича. 9 мая 1676 года пожалован в чин "кравчий с путём" с большим окладом — 350 рублей и велено писать его выше окольничих.
После смерти царя и вступления на царский престол его сына Фёдора Алексеевича князь Василий Фёдорович сохранил и упрочил своё положение при царском дворе. С 1678 года вместе со своим дедом, боярином Никитой Ивановичем Одоевским, заседал в Аптекарском приказе.
9 марта 1680 года пожалован в бояре и получил высокий сан дворецкого. Получил в своё управление приказы Большого дворца, денежного сбора, хлебного и судно-дворцового, а также оружейная, золотая и серебряная палаты (1680—1686).
Будучи во главе Аптекарского приказа, при поддержке известного западника Андрея Виниуса, улучшил работу этого приказа, вызывал новых врачей из-за границы.
В 1682 году участвовал в Земском соборе, на котором было принято решение об отмене местничества.
В мае 1682 года после смерти царя Фёдора Алексеевича князь Василий Фёдорович едва не погиб во время стрелецкого бунта в Москве. Бунтующие стрельцы получили донос, будто он говорил, "что стрельцов вешать и казнить и рубить". Сохранил своё положение во время правления царевны Софьи, находился в свите старшего царя Ивана Алексеевича, сопровождал его во многих поездках по монастырям и пу́стыням.
20 декабря 1686 года боярин князь Василий Фёдорович скончался и был похоронен в Троице-Сергиевой лавре.
Женат на дочери окольничего Фёдора Михайловича Ртищева — Акулине Фёдоровне, но потомства не оставил. Умерла 3 августа 1687 и отпевал её сам патриарх Иоаким.